# Lech Kaczmarek
Lech Kaczmarek (ur. 13 września 1909 w Poznaniu, zm. 31 lipca 1984 w Gdańsku) – polski duchowny rzymskokatolicki, doktor nauk teologicznych, biskup pomocniczy gdański w latach 1959–1971, biskup diecezjalny gdański w latach 1971–1984.

## Życiorys

### Młodość i wykształcenie
Pochodził z poznańskiej rodziny mieszczańskiej. W latach 1916–1919 uczęszczał do szkoły powszechnej im. Comeniusa w Poznaniu. Następnie w latach 1919–1923 był uczniem poznańskiej szkoły wydziałowej im. Działyńskich. W 1923 rozpoczął naukę w gimnazjum matematyczno-przyrodniczym im. Bergera, którą zakończył, uzyskując w 1929 świadectwo dojrzałości.
W październiku 1929 rozpoczął studia teologiczne w Metropolitarnym Seminarium Duchownym w Gnieźnie. Rok później, dekretem arcybiskupa gnieźnieńskiego i poznańskiego, kardynała Augusta Hlonda został skierowany na studia filozoficzno-teologiczne na Papieskim Uniwersytecie Gregoriańskim w Rzymie, które odbył w latach 1930–1934. Z powodu złego stanu zdrowia został przeniesiony do Polski.
13 października 1935 otrzymał w katedrze poznańskiej święcenia diakonatu, natomiast 2 sierpnia 1936 przyjął święcenia kapłańskie z rąk biskupa pomocniczego poznańskiego Walentego Dymka.

### Prezbiter
Jego pierwszą placówką duszpasterską po otrzymaniu święceń kapłańskich była kapelania w Korpaczewie w powiecie kościańskim. Wkrótce wrócił do Rzymu, gdzie kontynuował rozpoczęte studia. 28 maja 1938 uzyskał stopień doktora teologii na podstawie pracy Thomae Waldnsis de reali praesentia Christi eucharistica. Jednocześnie uzyskał licencjat z prawa kanonicznego. W lipcu 1938 wrócił na stałe do Polski. 1 września 1938 został prefektem Gimnazjum Sióstr Urszulanek w Poznaniu.
Po wybuchu II wojny światowej, 1 września 1939, zagrożony aresztowaniem przez Gestapo został zmuszony do ucieczki z Kraju Warty. Osiadł w parafii św. Michała Archanioła Ujanowicach w diecezji tarnowskiej. Pobyt w Ujanowicach wykorzystał na rozwój pracy duszpasterskiej i naukowej. Prowadził m.in. tajne nauczanie oraz lekcje katechezy w tamtejszym gimnazjum wiejskim. Po zakończeniu wojny wrócił do Poznania, gdzie ponownie objął stanowisko prefekta w Gimnazjum Sióstr Urszulanek, Państwowym Gimnazjum i Liceum Spółdzielczym oraz Szkole Budowy Maszyn. Wykładał też w poznańskim Instytucie Wyższej Kultury Religijnej. Dekretem arcybiskupa poznańskiego został sędzią w Metropolitarnym Sądzie Duchownym w Poznaniu. W 1952 został referentem nauczania religii w kurii poznańskiej. 16 września 1953 abp Walenty Dymek powierzył mu stanowisko profesora Arcybiskupiego Seminarium Duchownego w Poznaniu.

### Biskup gdański

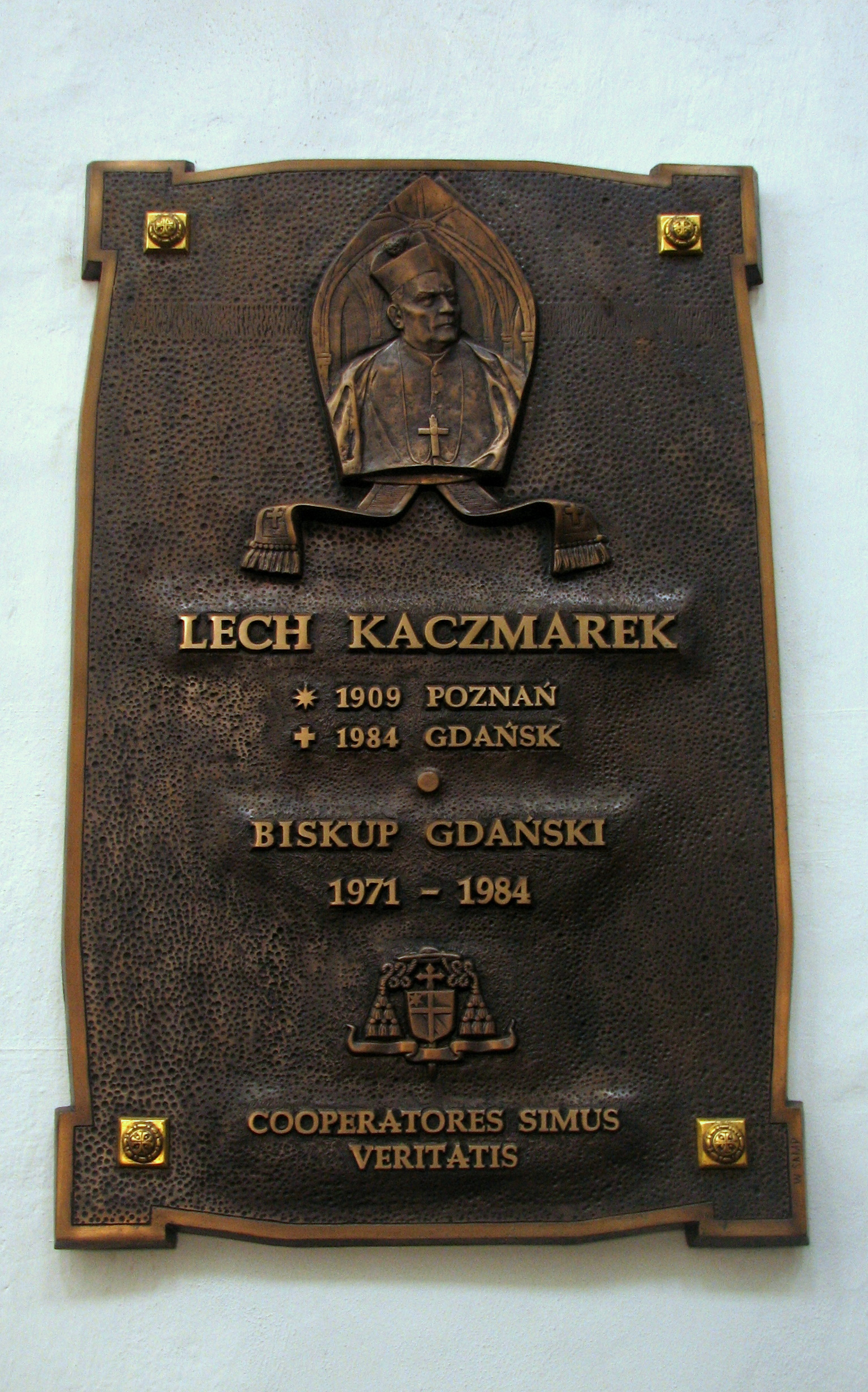
Tablica upamiętniająca biskupa Lecha Kaczmarka na ścianie bazyliki archikatedralnej w Gdańsku-Oliwie

16 listopada 1958 mianowany został przez papieża Jana XXIII biskupem pomocniczym diecezji gdańskiej i biskupem tytularnym Alii. Sakry biskupiej udzielił mu w Kościele Wniebowzięcia NMP w Gdańsku prymas, kard. Stefan Wyszyński w asyście abpa Antoniego Baraniaka i bpa Edmunda Nowickiego.
Jako biskup pomocniczy gdański podjął wykłady w Biskupim Seminarium Duchownym w Gdańsku oraz kierownictwo referatu nauki chrześcijańskiej w gdańskiej kurii. Oprócz tego wykonywał typowe posługi biskupie, takie jak wizytacje kanoniczne czy udzielanie sakramentu bierzmowania. W 1964 został powołany na stanowisko krajowego duszpasterza pisarzy katolickich w Polsce.
10 marca 1971 w klinice w Warszawie zmarł biskup diecezjalny gdański Edmund Nowicki. 11 marca 1971 kolegium konsultorów wybrało bpa Kaczmarka wikariuszem kapitulnym diecezji gdańskiej. Blisko pół roku później, 2 grudnia 1971, papież Paweł VI mianował go biskupem diecezjalnym diecezji gdańskiej. Ingres do katedry Trójcy Świętej w Gdańsku-Oliwie odbył 19 grudnia 1971.
Jako biskup diecezjalny gdański stworzył wiele instytucji diecezjalnych, takich jak: Gdańskie Towarzystwo Teologiczne (1972), Biskupi Sąd Duchowny (1976), Gdańska Kapituła Katedralna (1978), Instytut Pastoralny dla Kapłanów (1983). W 1973 przewodniczył obradom II Synodu Diecezji Gdańskiej. Po śmierci bpa Kazimierza Kluza w grudniu 1982 został krajowym duszpasterzem ludzi morza. Z jego inicjatywy powstało wiele nowych parafii na terenie całej diecezji, zwłaszcza na nowych osiedlach Gdańska.
Uczestniczył w pracach II, III i IV sesji soboru watykańskiego II.
Zmarł 31 lipca 1984 w Gdańsku. Został pochowany w krypcie biskupów gdańskich w katedrze oliwskiej.